# Football Club Santos Tartu
Il Football Club Santos Tartu, noto più semplicemente come Santos Tartu, è una società calcistica estone con sede nella città di Tartu, partecipante dal 2006 al 2019 al campionato estone di calcio e oggi attiva solo a livello giovanile.

## Storia
Il Santos Tartu venne costituito nel 2006 come squadra giovanile. I fondatori vollero incarnare nella squadra l'idea di calcio brasiliana, fatta di passaggi corti e dribbling; il nome Santos si spiega col fatto che i fondatori ritenevano il calcio sacro.
Nel 2007 si fuse con'un'altra squadra locale, il Välk Tartu 494 retrocesso dall'Esiliiga, per partecipare dall'anno successivo ai tornei nazionali: esordì in campionato nel girone Sud/Ovest di II Liiga, mentre in Eesti Karikas gareggiò dai quarti di finale in luogo dell'altra ex squadra, benché subito eliminato dal Maag Tammeka Tartu. Dopo un terzo posto nel proprio girone di II Liiga, tuttavia, il Santos Tartu si ritirò dal campionato.
La squadra ricomparve nel 2013, ancora una volta militante in II Liga (nel frattempo declassata da terza a quarta serie), e a fine stagione conseguì la promozione in Esiliiga B. In coppa nazionale è protagonista di una cavalcata storica grazie alla quale raggiunge la finale dell'Eesti Karikas 2013-2014 dopo aver eliminato, tra le altre, squadre di serie superiori come il Trans Narva, l'Irbis Kiviõli e il Kuressaare. Nell'ultimo atto della coppa nazionale il Santos Tartu affrontò il Levadia Tallinn già qualificato per la Champions League 2014-2015 perciò, nonostante la sconfitta per 4-0, il Santos Tartu poté prendere parte al primo turno di qualificazione dell'Europa League 2014-2015. Sorteggiato contro i norvegesi del Tromsø, fu eliminato con una sconfitta complessiva per 13-1, maturata nel corso del doppio confronto.
Nel 2014, iniziato con la sconfitta in Supercoppa estone (5-0) contro il Levadia, arrivò 2º in Esiliiga B e venne promossa in Esiliiga. La stagione d'esordio in seconda serie si è chiusa con un ottavo posto, che avrebbe previsto lo spareggio contro la terza dell'Esiliiga B, il Kalev Sillamäe 2; la rinuncia di quest'ultimo ha permesso al Santos Tartu di mantenere l'Esiliiga fin da subito. Nel 2016 si piazza al sesto posto.
Nel 2017 è nuovamente ottavo, ma anche questa volta lo spareggio non si disputa per l'incorporazione del FCI Tallinn nel Levadia Tallinn, con la conseguente mancanza del FCI Under-21 nella successiva stagione di Esiliiga.
Nel 2018 si classifica settimo, ma a fine campionato il club annuncia la decisione di non iscriversi alla successiva stagione di Esiliiga, optando per la II Liiga al fine di far crescere i settori giovanili. Allo stesso tempo si trasferisce dallo stadio Tamme allo stadio Annelinn per la nuova stagione, in cui il Santos disputa un campionato negativo, tanto da concludere il girone Nord/Est all'ultimo posto. 
A fine 2019 la prima squadra si scioglie e il Santos prosegue la sua attività nei campionati giovanili (Under-17 e inferiori).

## Palmarès

### Competizioni nazionali
- II Liiga: 3

2006, 2008, 2013

### Altri piazzamenti
- Supercoppa di Estonia:

Finalista: 2015

## Statistiche

### Partecipazione ai campionati
| Livello | Categoria  | Partecipazioni | Debutto | Ultima stagione | Totale |
| ------- | ---------- | -------------- | ------- | --------------- | ------ |
| 2º      | Esiliiga   | 4              | 2015    | 2018            | 4      |
| 3º      | II Liiga   | 1              | 2008    | 2008            | 2      |
| 3º      | Esiliiga B | 1              | 2014    | 2014            | 2      |
| 4º      | II Liiga   | 2              | 2013    | 2019            | 2      |

### Partecipazioni alle coppe europee
| Stagione | Competizione       | Turno | Nazione             | Club   | Casa | Trasferta | Totale |
| -------- | ------------------ | ----- | ------------------- | ------ | ---- | --------- | ------ |
| 2014-15  | UEFA Europa League | 1Q    | Norvegia (bandiera) | Tromsø | 0-7  | 1-6       | 1–13   |

## Organico

### Rosa 2016
| N. |                    | Ruolo | Calciatore      |
| -- | ------------------ | ----- | --------------- |
| 1  | Estonia (bandiera) | P     | Rene Sütt       |
| 2  | Estonia (bandiera) | D     | Jarmo Aaviste   |
| 3  | Estonia (bandiera) | C     | Karl Õigus      |
| 4  | Estonia (bandiera) | D     | Ander Vool      |
| 6  | Estonia (bandiera) | D     | Dmitri Kutsarev |
| 9  | Estonia (bandiera) | A     | Alar Alve       |
| 10 | Estonia (bandiera) | C     | Taavi Vellemaa  |
| 11 | Estonia (bandiera) | C     | Markus Soomets  |
| 12 | Estonia (bandiera) | D     | Kenn Laas       |
| 13 | Estonia (bandiera) | C     | Kaarel Kallandi |

| N. |                    | Ruolo | Calciatore       |
| -- | ------------------ | ----- | ---------------- |
| 16 | Estonia (bandiera) | P     | Oskar Meus       |
| 17 | Estonia (bandiera) | A     | Mikk Laas        |
| 18 | Estonia (bandiera) | A     | Robert Pluum     |
| 20 | Estonia (bandiera) | A     | Karl-Erik Vidaja |
| 22 | Estonia (bandiera) | D     | Siim Roops       |
| 23 | Estonia (bandiera) | C     | Joonas Kartsep   |
| 24 | Estonia (bandiera) | C     | Fredrik Perska   |
| 25 | Estonia (bandiera) | D     | Eero Eessaar     |
| 26 | Estonia (bandiera) | C     | Alex Meinhard    |
| 27 | Estonia (bandiera) | A     | Edvin Piirsalu   |

### Rosa 2014
| N. |                    | Ruolo | Calciatore      |
| -- | ------------------ | ----- | --------------- |
| 1  | Estonia (bandiera) | P     | Siim Säesk      |
| 2  | Estonia (bandiera) | D     | Siim Valtna     |
| 3  | Estonia (bandiera) | C     | Timo Teniste    |
| 4  | Estonia (bandiera) | D     | Jaanus Võrno    |
| 6  | Estonia (bandiera) | D     | Kaarel Kallandi |
| 8  | Estonia (bandiera) | D     | Taivo Idavain   |
| 9  | Estonia (bandiera) | A     | Alar Alve       |
| 10 | Estonia (bandiera) | C     | Taavi Vellemaa  |
| 11 | Estonia (bandiera) | C     | Marko Sonn      |
| 12 | Estonia (bandiera) | D     | Kenn Laas       |
| 13 | Estonia (bandiera) | C     | Erik Vares      |
| 14 | Estonia (bandiera) | C     | Mihkel Mikheim  |

| N. |                    | Ruolo | Calciatore       |
| -- | ------------------ | ----- | ---------------- |
| 16 | Estonia (bandiera) | P     | Kaspar Kohler    |
| 17 | Estonia (bandiera) | A     | Mikk Laas        |
| 18 | Estonia (bandiera) | A     | Ivar Sova        |
| 19 | Estonia (bandiera) | A     | Robert Pluum     |
| 20 | Estonia (bandiera) | D     | Eero Eessaar     |
| 22 | Estonia (bandiera) | D     | Siim Roops       |
| 23 | Estonia (bandiera) | C     | Joonas Kartsep   |
| 24 | Estonia (bandiera) | C     | Tarvo Laurson    |
| 25 | Estonia (bandiera) | A     | Karl-Erik Vidaja |
| 26 | Ucraina (bandiera) | C     | Yuriy Flyak      |
| 27 | Ucraina (bandiera) | A     | Yuriy Vereshchak |